# Liste der Grade-I-Bauwerke in Northumberland
| Lage von Northumberland in England |

Die Liste der Grade-I-Bauwerke in Northamptonshire verzeichnet die als Grade-I-Listed-Buildings eingestuften Bauwerke, die in Northumberland liegen.
Von den rund 373.000 Listed Buildings in England sind etwa 9000, also rund 2,4 %, als Grade I eingestuft. Davon befinden sich etwa 174 in Northumberland.

## Liste
1. Abbey Gatehouse with Post Office, Blanchland, DH8
2. Alnwick Abbey Gatehouse, Denwick, NE66
3. Aydon Castle Main Buildings and Courtyard Walls, Corbridge, NE45
4. Bamburgh Castle, Bamburgh, NE69
5. Beaufront Castle, Sandhoe, NE46
6. Belford Hall, Belford, NE70
7. Bell Tower and Remains of Town Walls, Berwick-upon-Tweed, TD15
8. Bellister Castle, Featherstone, NE49
9. Belsay Castle, Belsay, NE20
10. Belsay Hall, Belsay, NE20
11. Berwick Bridge, Berwick-upon-Tweed, TD15
12. Berwick Castle ruins of the Constable Tower (Part of Berwick Castle), Berwick-upon-Tweed, TD15
13. Berwick Castle (Fragments, Including Towers and Walls and Steps), Berwick-upon-Tweed, TD15
14. Blagdon Hall, Stannington, NE13
15. Bothal Castle Gatehouse and Adjacent Wing to West, Ashington, NE61
16. Bothal Castle Remains of Curtain Wall to South of Residential Block, Ashington, NE61
17. Bridge over River Wansbeck, Wallington Demesne, NE61
18. Brizlee Tower, Denwick, NE66
19. Bywell Castle Gatehouse, Bywell, NE43
20. Callaly Castle, Callaly, NE66
21. Canongate Bridge, Alnwick, NE66
22. Capheaton Hall and Walls Attached, Capheaton, NE19
23. Castle Curtain Walls with Gateway, Towers and Attached Buildings, Warkworth, NE65
24. Chapel, Corbridge, NE45
25. Chapel at Chipchase Castle, Chollerton, NE48
26. Chillingham Castle, Chillingham, NE66
27. Chipchase Castle, Chollerton, NE48
28. Church of Holy Trinity, Berwick-upon-Tweed, TD15
29. Church of Holy Trinity, Bewick, NE66
30. Church of Our Lady, Seaton Valley, NE26
31. Church of Saints Peter and Paul, Longhoughton, NE66
32. Church of St Aidan, Bamburgh, NE69
33. Church of St Andrew, Belsay, NE61
34. Church of St Andrew, Bywell, NE43
35. Church of St Andrew, Corbridge, NE45
36. Church of St Andrew, Hartburn, NE61
37. Church of St Andrew, Heddon-on-the-Wall, NE15
38. Church of St Andrew, Ashington, NE61
39. Church of St Bartholomew, Newbiggin by the Sea, NE64
40. Church of St Bartholomew, Whittingham, NE66
41. Church of St Cuthbert, Bardon Mill, NE47
42. Church of St Cuthbert, Bellingham, NE48
43. Church of St Cuthbert, Elsdon, NE19
44. Church of St Cuthbert, Norham, TD15
45. Church of St Giles, Chollerton, NE46
46. Church of St John the Baptist, Edlingham, NE66
47. Church of St John the Baptist, Meldon, NE61
48. Church of St Lawrence, Warkworth, NE65
49. Church of St Mary woodhorn Church Museum, Newbiggin by the Sea, NE63
50. Church of St Mary, Blanchland, DH8
51. Church of St Mary, Holy Island, TD15
52. Church of St Mary, Longframlington, NE65
53. Church of St Mary, Morpeth, NE61
54. Church of St Mary, Ovingham, NE42
55. Church of St Mary, Ponteland, NE20
56. Church of St Mary, Stamfordham, NE18
57. Church of St Mary and St Michael, Doddington, NE71
58. Church of St Mary Magdalene, Mitford, NE61
59. Church of St Mary Magdalene, Whalton, NE61
60. Church of St Michael, Alnham, NE66
61. Church of St Michael, Alnwick, NE66
62. Church of St Michael, Warden, NE46
63. Church of St Michael and All Angles, Felton, NE65
64. Church of St Peter, Bywell, NE43
65. Church of St Peter, Chillingham, NE66
66. Church of St Wilfred, Kirkwhelpington, NE19
67. Church of the Holy Cross, Haltwhistle, NE49
68. Church of the Holy Trinity, Widdrington Village, NE61
69. Church of the Holy Trinity, Embleton, NE66
70. Churchyard Cross 17 Metres West of Door of Church of St. Mary, Blanchland, DH8
71. Clock House Building, Berwick Barracks Museum, Berwick-upon-Tweed, TD15
72. Clock Tower Gate, Wallington Demesne, NE61
73. Cocklaw Tower, Wall, NE46
74. Cockle Park Tower, Hebron, NE61
75. Corbridge Bridge, Corbridge, NE45
76. Coupland Castle, Ewart, NE71
77. Cragside, Cartington, NE65
78. Cross in Churchyard About 3 Metres South of Tower of Church of St Michael, Warden, NE46
79. Dally Castle, Greystead, NE48
80. Denwick Bridge, Denwick, NE66
81. Denwick Bridge over River Aln, Denwick, NE66
82. Dilston Castle, Corbridge, NE45
83. Dunstanburgh Castle, Craster, NE66
84. East Barrack, Berwick Barracks Museum, Berwick-upon-Tweed, TD15
85. East Shaftoe Hall, Capheaton, NE61
86. Edlingham Castle Ruins, Edlingham, NE66
87. Elsdon Tower, Elsdon, NE19
88. Etal Castle Gate Tower, South Curtain Wall and South West Tower, Ford, TD12
89. Etal Castle Great Tower, Ford, TD12
90. Featherstone Castle, Featherstone, NE49
91. Ford Castle, Ford, TD15
92. Ford Castle Flagpole Tower and Forecourt Wall Attached to North, Ford, TD15
93. Ford Castle Portcullis Gate, Armoury Tower and Forecourt Walls to Ford Castle, Ford, TD15
94. Gate, Berwick-upon-Tweed, TD15
95. Gateway and Guard House, Berwick Barracks Museum, Berwick-upon-Tweed, TD15
96. Hadrians Wall Milecastle and Turret, Melkridge, NE49
97. Hadrians Wall Milecastle and Turrets hadrians Wall, Milecastle and Turrets, Thirlwall, CA8
98. Hadrians Wall Milecastle and Turrets, Haltwhistle, NE49
99. Hadrians Wall Milecastles and Turrets, Henshaw, NE47
100. Hadrians Wall, Milcastles and Turrets, Simonburn, NE47
101. Hadrians Wall, Milecastles and Turrets, Greenhead, CA8
102. Halton Castle, Whittington, NE45
103. Halton Church, Whittington, NE45
104. Harbottle Castle, Harbottle, NE65
105. Haughton Castle, Humshaugh, NE46
106. Haydon Old Church, Haydon, NE47
107. Heiferlaw Tower, Denwick, NE66
108. Hopper Mausoleum North-East of Church of St. Andrew, Shotley Low Quarter, DH8
109. House Adjacent to Abbey Gatehouse, Blanchland, DH8
110. Hulne Friary Curtain Wall and Attached Structure, Denwick, NE66
111. Hulne Friary Summerhouse and Tower, Denwick, NE66
112. Hulne Friary; Ruins of Church and Claustral Buildings, Denwick, NE66
113. Langley Castle, Haydon, NE47
114. Lesbury Bridge over River Aln, Lesbury, NE66
115. Lindisfarne Castle, Holy Island, TD15
116. Lindisfarne Priory, Holy Island, TD15
117. Low Hall, Corbridge, NE45
118. Milbourne Hall and Stable Block, Ponteland, NE20
119. Mitford Castle, Remains of Inner Ward and Keep, Mitford, NE61
120. Mitford Castle. Remains of Chapel in Outer Ward, Mitford, NE61
121. Mitford Castle. Remains of East Curtain Wall, Mitford, NE61
122. Mitford Castle. Remains of West Curtain Wall Buildings, Mitford, NE61
123. Mitford Castle. Two Headstones to North of Chapel Ruin, Mitford, NE61
124. Morpeth Castle, Morpeth, NE61
125. Netherwitton Hall, Netherwitton, NE61
126. Norham Castle, Norham, TD15
127. Northumberland Hall (Assembly Rooms), Alnwick, NE66
128. Nunnykirk Hall, Nunnykirk, NE61
129. Ogle Castle, Whalton, NE20
130. Outer Bailey Walls and Attached Farmbuildings, Corbridge, NE45
131. Percy Tenantry Column, Alnwick, NE66
132. Premises Occupied by the Card Shop, Premises Occupied by the Town House Coffee House and Premises Occupied by the Boutique All at the Town Hall, Berwick-upon-Tweed, TD15
133. Prior Castells Tower, North Sunderland, NE68
134. Prudhoe Castle, Prudhoe, NE42
135. Royal Border Bridge, Berwick-upon-Tweed, TD15
136. Ruins of Cartington Castle, Cartington, NE65
137. Scotsgate, Berwick-upon-Tweed, TD15
138. Shore Gate, Berwick-upon-Tweed, TD15
139. Shortflatt Tower, Belsay, NE20
140. Snabdaugh Farmhouse and Attached Cottage, Greystead, NE48
141. St Wilfrid’s Gateway the Priory Gatehouse, Hexham, NE46
142. The Castle, Stable Court and Covered Riding School Including West Wall of Riding School, Alnwick, NE66
143. The Chantry, Morpeth, NE61
144. The Claustral Buildings of the Former Augustinian Priory of St Andrew Now Incorporated in Hexham Court House and Hexham House Clinic , Hexham, NE46
145. The Custom House, Berwick-upon-Tweed, TD15
146. The Donjon, Warkworth, NE65
147. The Hall, Seaton Valley, NE26
148. The Hotspur Gateway or Bondgate Tower, Alnwick, NE66
149. The Lady’s Well, Harbottle, NE65
150. The Lion Bridge, Alnwick, NE66
151. The Lion Bridge over River Aln, Denwick, NE66
152. The Manor Office, Hexham, NE46
153. The Moot Hall, Hexham, NE46
154. The Observatory, Longhoughton, NE66
155. The Old Vicarage, Embleton, NE66
156. The Priory Church, Brinkburn, NE65
157. The Priory Church of St Andrews’, Hexham, NE46
158. The Spital, Hexham, NE46
159. Thirlwall Castle, Thirlwall, CA8
160. Town Fortifications Including the Bell Tower, Berwick-upon-Tweed, TD15
161. Town Hall, Alnwick, NE66
162. Town Hall, Berwick-upon-Tweed, TD15
163. Twizell Bridge, Duddo, TD12
164. Union Suspension Bridge (That Part in England), Horncliffe, TD15
165. Vicars Pele, Corbridge, NE45
166. Wall of Berwick Castle to North of the Ruins of Constable Tower, Berwick-upon-Tweed, TD15
167. Wallington Hall, Wallington Demesne, NE61
168. Warkworth Hermitage, Warkworth, NE65
169. Weetwood Bridge, Chatton, NE71
170. Weldon Bridge over River Coquet and Wall to North West, Longhorsley, NE65
171. Weldon Bridge, over River Coquet and Wall to North-West, Longhorsley, NE65
172. West Barrack and Attached Perimeter Wall, Berwick Barrack Museum, Berwick-upon-Tweed, TD15
173. West Bitchfield, Belsay, NE20
174. Willimontswick Gatehouse and Adjacent Ranges, Bardon Mill, NE47